# Now Bāgh
Now Bāgh (persiska: نو باغ) är en ort i Iran.   Den ligger i provinsen Khorasan, i den nordöstra delen av landet, 500 km öster om huvudstaden Teheran. Now Bāgh ligger 1 039 meter över havet och antalet invånare är 778.
Terrängen runt Now Bāgh är huvudsakligen platt, men norrut är den kuperad.Runt Now Bāgh är det ganska glesbefolkat, med 29 invånare per kvadratkilometer. Närmaste större samhälle är Feshānjerd, 5,2 km väster om Now Bāgh. Trakten runt Now Bāgh är ofruktbar med lite eller ingen växtlighet.